# Crépy, Aisne
Crépy, trước đây còn gọi làCrépy-en-Laonnais, là một xã ở tỉnh Aisne, vùng Hauts-de-France thuộc miền bắc nước Pháp.